# Jurij Maksimow
Jurij Pawłowicz Maksimow (ros. Ю́рий Па́влович Макси́мов, ur. 30 czerwca 1924 we wsi Krukowka w obwodzie tambowskim, zm. 17 listopada 2002 w Moskwie) – radziecki i rosyjski dowódca wojskowy, generał armii, Bohater Związku Radzieckiego (1982).

## Życiorys
Urodzony w rodzinie chłopskiej, od 1933 mieszkał z rodziną we wsi Barybino w obwodzie moskiewskim, tam w 1939 ukończył szkołę siedmiolatkę. W 1942 skończył szkołę średnią w Domodiedowie, od sierpnia 1942 żołnierz Armii Czerwonej, w styczniu 1943 skończył szkołę wojskową w Moskwie, od kwietnia 1943 na froncie wojny z Niemcami, dowódca plutonu 187 gwardyjskiego pułku piechoty 61 Gwardyjskiej Dywizji Piechoty 3 gwardyjskiej Armii Frontu Południowo-Zachodniego. Od 1943 członek WKP(b), 17 lipca 1943 brał udział w walkach pod Iziumem i Barwienkowem w obwodzie charkowskim, został wówczas trzykrotnie ranny. Po wyleczeniu ran wysłany na kurs, po którym został dowódcą kompanii 195 gwardyjskiego pułku piechoty 66 Gwardyjskiej Dywizji Piechoty, walczył na Froncie Południowo-Zachodnim, później na 2 Froncie Ukraińskim, 3 i 4 Froncie Ukraińskim. Uczestnik operacji karpacko-użgorodzkiej, zachodniokarpackiej i budapesztańskiej, zajmowania przez Armię Czerwoną Węgier, Austrii i Czechosłowacji. Po zakończeniu wojny nadal dowodził kompanią, w 1950 ukończył Akademię Wojskową im. Frunzego w Moskwie, od 1950 pracownik Głównego Zarządu Operacyjnego Sztabu Generalnego, od czerwca 1953 dowodził batalionem. Od września 1953 szef sztabu 205 Gwardyjskiego Pułku Piechoty 70 Gwardyjskiej Dywizji Piechoty Karpackiego Okręgu Wojskowego, od lipca 1957 dowódca pułku w Południowej Grupie Wojsk (Węgry), od września 1961 do sierpnia 1963 szef sztabu 128 Gwardyjskiej Dywizji Zmechanizowanej w Karpackim Okręgu Wojskowym. W 1965 ukończył Wojskową Akademię Sztabu Generalnego, po czym został dowódcą 77 Dywizji Zmechanizowanej w Archangielsku, od marca 1968 główny doradca wojskowy przy Głównodowodzącym Siłami Zbrojnymi Jemeńskiej Republiki Arabskiej, od maja 1969 w dyspozycji Głównodowodzącego Sił Lądowych ZSRR. Od listopada 1969 I zastępca dowódcy 28 Armii Białoruskiego Okręgu Wojskowego, od maja 1973 I zastępca dowódcy wojsk Turkiestańskiego Okręgu Wojskowego, 1976-1978 kierownik grupy radzieckich specjalistów wojskowych w Algierii, od grudnia 1978 ponownie I zastępca dowódcy wojsk Turkiestańskiego Okręgu Wojskowego, od stycznia 1979 do września 1984 dowódca wojsk Turkiestańskiego Okręgu Wojskowego. Od września 1984 do lipca 1985 głównodowodzący wojskami Południowego Kierunku, które obejmowało Okręgi Wojskowe: Turkiestański, Zakaukaski i Północnokaukaski, od 10 lipca 1985 głównodowodzący Wojskami Rakietowymi Przeznaczenia Strategicznego – zastępca ministra obrony ZSRR, 12 listopada 1991 mianowany głównodowodzącym Strategicznymi Siłami Powstrzymywania ZSRR, a 27 marca 1992 dowodzącego Strategicznymi Siłami SNG, od października 1992 był w dyspozycji rosyjskiego ministra obrony, w marcu 1993 zwolniony ze służby z powodu wieku. 1981-1986 zastępca członka, a 1986-1990 członek KC KPZR. 1979-1989 deputowany do Rady Najwyższej ZSRR 10 i 11 kadencji, 1989-1991 deputowany ludowy ZSRR. Od 16 lutego 1979 generał pułkownik, a od 16 grudnia 1982 generał armii.

## Odznaczenia
- Złota Gwiazda Bohatera Związku Radzieckiego (5 lipca 1982)
- Order Lenina (dwukrotnie – 1980 i 5 lipca 1982)
- Order Rewolucji Październikowej (1988)
- Order Czerwonego Sztandaru (trzykrotnie – 22 marca 1945, 1956 i 1968)
- Order Wojny Ojczyźnianej I klasy (dwukrotnie – 1 listopada 1944 i 11 marca 1985)
- Order Czerwonej Gwiazdy (28 lipca 1943)
- Order „Za służbę Ojczyźnie w Siłach Zbrojnych ZSRR” III klasy (1975)
- Czechosłowacki Wojskowy Order Lwa Białego „Za zwycięstwo” (Czechosłowacja)
- Order Magriba (Jemeńska Republika Arabska)
- Order Czerwonego Sztandaru (Demokratyczna Republika Afganistanu)

I medale ZSRR oraz Mongolii, Afganistanu i Białorusi.